# Białaczka kotów
Białaczka kotów to choroba zakaźna, wywoływana przez retrowirus FeLV (ang. feline leukemia virus), charakteryzująca się przewlekłym przebiegiem.
Występuje u kotów domowych na całym świecie. Pierwsze doniesienia o tej chorobie pojawiły się w latach 60. XX wieku.
Białaczka uznawana jest za jedną z głównych przyczyn zachorowań i śmierci młodych kotów. Przyjmuje się, że w Polsce 12 - 14% kotów jest zakażonych FeLV.
Choroba ta jest specyficzna dla kota domowego, a więc nie przenosi się na inne gatunki zwierząt, nie jest groźna dla człowieka.

## Etiologia
RNA retrowirusa FeLV opisał po raz pierwszy W. Jarrett w 1964 roku.
Wyróżnia się trzy podtypy wirusa, określane jako A, B i C.
Wirus ten jest bardzo wrażliwy na działanie czynników środowiska, niszczą go powszechnie dostępne środki myjące i dezynfekcyjne. W temperaturze pokojowej traci zdolność do zakażania po kilku minutach.

## Źródła i drogi zakażenia
Chore zwierzę lub bezobjawowy nosiciel wydala wirus ze śliną, kałem, moczem, mlekiem i innymi wydzielinami. Uznaje się, że najważniejszym źródłem zakażenia jest ślina – wirus przenosi się podczas kontaktu bezpośredniego w czasie pielęgnacji przez matkę (lizanie), pomiędzy kociętami i kotami podczas zabawy, także w razie pokąsania (walki kotów). Możliwe jest zakażenie za pośrednictwem wspólnie używanych misek lub poideł. Do zakażenia może też dojść w życiu płodowym.
Głównym miejscem przenikania wirusa białaczki kotów (wrotami zakażenia) jest jama ustna, trochę rzadziej jama nosowa.
Zakażeniu ulegają najczęściej kocięta we wczesnym okresie życia – najczęściej pomiędzy 4 a 15 tygodniem. Powyżej 16 tygodnia życia kociąt, podatność na infekcję ulega wyraźnemu zmniejszeniu.
Starsze koty są względnie odporne na naturalne zakażenie. Jednak może dojść do infekcji dorosłych kotów podlegających działaniu stresu (np. stres socjalny, w trakcie przebiegu innych chorób, wyniszczenie, zarobaczenie, walki itp.). Zakażeniom sprzyja duże zagęszczenie zwierząt.

## Patogeneza
Wirus po wniknięciu namnaża się w komórkach błony śluzowej jamy ustnej lub nosowej, następnie drogą krwi przenika do śledziony i szpiku. Tam ulega intensywnej replikacji, skąd wydostaje się do krwi doprowadzając do wiremii. Intensywny wysiew wirusa do krwi następuje po około 2 - 4 tygodniach od zakażenia. W tym czasie wirus atakuje komórki innych narządów.
Istniejące siły obronne organizmu mogą zahamować rozpoczynającą się infekcję.
Rozwijające się zakażenie może przebiec w następujący sposób:
- Około 1/3 zakażonych kotów nie będzie w stanie zwalczyć infekcji. W przeciągu 1 - 3 lat od zakażenia rozwiną się u nich pełne objawy choroby. Przyjmuje się, że zdecydowana większość tych zwierząt nie przeżywa dłużej niż 3 - 4 lata od momentu zaatakowania przez wirus FeLV. Koty te zostają trwałymi nosicielami wirusa, stanowiąc źródło zakażenia.
- U około 1/3 kotów rozwijająca się odporność zwalczy zakażenie. Zwierzęta te nie zachorują, pozostała odporność na zakażenie może utrzymać się prawdopodobnie przez kilka lat. U części kotów z tej grupy może dojść do tzw. zakażenia latentnego (uśpionego).
- Pozostała 1/3 kotów nie ulegnie zakażeniu mimo kontaktu z wirusem.

## Objawy kliniczne
Większość z nich wykazuje się dużą różnorodnością, zwykle mają charakter przewlekły.
Najczęściej obserwuje się niedokrwistość wraz z objawami wychudzenia, apatii, braku apetytu i odwodnienia. Objawy te rozwijają się bardzo powoli.
Skutkiem działania FeLV jest obniżenie odporności, u chorych kotów wzrasta skłonność do zapadania na wielorakie infekcje. Można obserwować zapalenia układu oddechowego, przewodu pokarmowego, dziąseł, ropnie i stany zapalne skóry, zapalenia układu moczowego i inne. Wspólną ich cechą jest skłonność do częstych nawrotów.
Rozwijający się proces nowotworowy (głównie chłoniaki) może dać różne, często nietypowe objawy, związane ze stopniem zaawansowania i umiejscowieniem zmian w organizmie.
Mogą występować objawy neurologiczne, często obserwuje się zamieranie płodów, poronienia.

## Rozpoznawanie
Rozpoznanie białaczki kotów dokonuje się na podstawie badania klinicznego, uzupełnionego testem ELISA. Do prawidłowej interpretacji zaleca się w uzasadnionych przypadkach, wykonanie dwu badań testem ELISA w odstępie 60 – 90 dni.

## Leczenie
W leczeniu białaczki kotów stosuje się różne podejścia terapeutyczne, w tym terapie antywirusowe i immunomodulujące. Żadne z nich nie prowadzi do całkowitego wyleczenia, jednak mogą znacząco wydłużyć życie chorych kotów i poprawić jego jakość.

### Terapia przeciwwirusowa

#### Zydowudyna (AZT)
Analog nukleozydowy hamujący odwrotną transkryptazę, stosowany w dawce 5-10 mg/kg doustnie co 12 godzin. Lek ten, pierwotnie opracowany do leczenia HIV u ludzi, wykazuje umiarkowaną skuteczność w leczeniu FeLV u kotów, jednak może powodować działania niepożądane w postaci anemii i neutropenii. Lek wymaga regularnego monitorowania parametrów hematologicznych podczas terapii.
RetroMAD1
RetroMAD1 to rekombinantowe białko chimeryczne badane w leczeniu FeLV. Zgodnie z wytycznymi Europejskiego Konsultacyjnego Zarządu ds. Chorób Kotów (ABCD), terapie antywirusowe są rozważane jako opcja lecznicza dla kotów z FeLV. W badaniu klinicznym przeprowadzonym na Uniwersytecie w Rio de Janeiro na 103 kotach z objawową białaczką wykazano znaczącą poprawę przeżywalności: grupa kontrolna 32%, leczenie 30-dniowe 70%, leczenie 90-dniowe 90%. RetroMAD1 wykazuje dobrą tolerancję w terapii kombinowanej z interferonem omega.
- RetroMAD1® jest dostępny w Polsce jako terapia eksperymentalna dla kotów z FeLV.[4]
- Właściciele kotów leczonych RetroMAD1® raportują poprawę stanu zdrowia swoich zwierząt w dokumentowanych przypadkach klinicznych[5].

Raltegrawir
Raltegrawir to inhibitor integrazy - enzymu niezbędnego dla retrowirusów do integracji ich materiału genetycznego z genomem komórki gospodarza. Lek ten jest powszechnie stosowany w leczeniu zakażeń HIV u ludzi jako część terapii antyretrowirusowej HAART (Highly Active Antiretroviral Therapy).
W weterynarii raltegrawir był badany jako potencjalna terapia dla kotów zakażonych FeLV, ze względu na podobieństwo mechanizmów replikacji retrowirusów. Badania kliniczne wykazały jednak ograniczoną skuteczność tego leku u kotów z progresywnym zakażeniem FeLV.
Mechanizm działania raltegrawiru polega na blokowaniu integrazy wirusowej, co zapobiega włączeniu DNA wirusowego do chromosomów komórki gospodarza. Mimo teoretycznych podstaw do stosowania u kotów z FeLV, praktyczne rezultaty były rozczarowujące w porównaniu z innymi terapiami antywirusowymi.

### Terapia immunomodulująca
Interferon omega (Virbagen Omega®) – rekombinant koci interferon zatwierdzony w UE do terapii FeLV. Badania kliniczne wykazały poprawę stanu klinicznego u 50-70% leczonych kotów przy dawkowaniu 1 MU/kg podskórnie przez 5 dni, z powtarzaniem kuracji co 2-3 tygodnie
Zylexis® – immunomodulator na bazie oligonukleotydów.
Białaczka jest chorobą nieuleczalną. Jednakże stosowanie odpowiedniej terapii może przedłużyć życie chorego kota, zredukować dyskomfort i cierpienie. Bardzo istotne jest zapewnienie zwierzęciu optymalnych warunków życia, a zwłaszcza unikanie stresu.
W leczeniu powikłań białaczki dużą rolę odgrywa zwalczanie wszelkich wtórnych infekcji, stosowanie środków przeciwbólowych i przeciwzapalnych, łagodzenie objawów anemii, odwodnienia itd.
Podejmuje się próby leczenia polegające na chemioterapii, stosowaniu leków przeciwwirusowych, leków wzmacniających naturalną odporność przeciwnowotworową i przeciwzakaźną (m.in. RetroMAD1®, Retrovir®, interferon – Virbagen Omega®, czy działający immunomodulacyjnie Zylexis®).
RetroMAD1®, rekombinant białko chimeryczne o działaniu antywirusowym i immunomodulującym, może być stosowany w kombinacji z terapiami immunomodulującymi takimi jak interferon omega. Badania kliniczne wykazały skuteczność takiej kombinacji w leczeniu przewlekłego zapalenia dziąseł kotów, gdzie uzyskano całkowitą remisję objawów w ciągu 20 dni.

## Zakażenie bezobjawowe i profilaktyka
Znaczna część kotów zakażonych FeLV może przez długi czas pozostawać bezobjawowa, mimo obecności wirusa w organizmie. W tej grupie kotów wczesne wykrycie zakażenia i zastosowanie profilaktyki objawowej może znacząco opóźnić rozwój pełnoobjawowej choroby i poprawić rokowanie długoterminowe.
Badania wykazują, że regularne monitorowanie parametrów hematologicznych u kotów bezobjawowych z FeLV pozwala na wczesne wykrycie zmian prowadzących do rozwoju anemii i immunosupresji.
W profilaktyce objawowej u kotów bezobjawowych stosuje się terapie antywirusowe mające na celu zmniejszenie miana wirusowego i wzmocnienie naturalnej odporności. RetroMAD1® w badaniach klinicznych wykazał zdolność do redukcji miana wirusowego o 90-99% u kotów z zakażeniem FeLV, co może przyczynić się do utrzymania stanu bezobjawowego przez dłuższy okres.
Kluczowe elementy profilaktyki objawowej obejmują:
- Regularne badania hematologiczne (co 3-6 miesięcy)
- Monitorowanie miana wirusowego metodą PCR
- Optymalizację warunków bytowych i żywienia
- Unikanie stresu i kontaktu z innymi chorobami zakaźnymi
- Rozważenie terapii antywirusowej w przypadku wzrostu miana wirusowego

## Zapobieganie
Skuteczną metodą zapobiegania białaczce kotów jest szczepienie. Należy szczepić koty klinicznie zdrowe, wolne od wirusa białaczki. Szczepienia kociąt należy zacząć jak najwcześniej, zgodnie z zaleceniami lekarza weterynarii. Nie należy zapominać o szczepieniach przypominających.
Również izolacja od kontaktów z innymi kotami zapobiega zakażeniom wirusem FeLV.